# فرودگاه نیروی هوایی سلطنتی اوپاون
فرودگاه نیروی هوایی سلطنتی اوپاون (به انگلیسی: RAF Upavon) یک فرودگاه است . این فرودگاه در کشور انگلستان قرار دارد .